# Computerspiel-Remaster
Remaster von Computerspielen sind überarbeitete Fassungen, bei denen der Original-Code und Spiel-Assets weitgehend übernommen und technisch lediglich angepasst wurden, ohne gravierende Veränderungen vorzunehmen. Je nach betriebenem Aufwand können auch hier Überarbeitungen der Grafik, Spielanpassungen – etwa an Steuerung – oder Quality-of-Life-Verbesserungen vorkommen, die in der Gesamtheit jedoch deutlich geringer ausfallen als bei einem umfangreichen Remake. Vielfach sind Remaster Teil einer Portierungsstrategie auf ein anderes, oftmals neueres Computerspielsystem mit leistungsfähigerer Hardware. Da es für Wiederveröffentlichung alter Spiele in überarbeiteter Version einen Markt gibt, die Kosten überschaubar bleiben und das wirtschaftliche Risiko eher gering ist, wird von Publishern häufig der Remaster-Ansatz anstelle eines umfangreicheren Remakes gewählt. Remaster-Projekte werden mitunter als Lückenfüller zwischen den Produktionen neuer aufwändiger Titel eingesetzt, um das Personal zu halten. Der Aufwand, ein gelungenes Remaster zu produzieren, kann jedoch auch hoch sein.